# Armando Diaz
Armando Vittorio Diaz, Duque da Vitória (Nápoles, 5 de dezembro de 1861 — Roma, 29 de fevereiro de 1928), 1º Duce della Vittoria, foi um general italiano que serviu como chefe do estado-maior (em 1917-18) do exército do seu país durante a Primeira Guerra Mundial e foi ainda ministro da guerra e recebeu a honraria de marechal da Itália.
Armando Diaz iniciou seu serviço no Exército Italiano na década de 1880 e foi subindo de patente. Sua primeira experiência em combate ocorreu na Guerra Ítalo-Turca. Ele se tornou General em 1914. Quando a Primeira Guerra Mundial começou, ele foi servir com o General Luigi Cadorna, o Comandante Italiano. Após a desastrosa Batalha de Caporetto, em 1917, Cadorna foi dispensado e Diaz assumiu o Comando Geral. Ao contrário do seu sucessor, que prezava ofensiva a qualquer custo, Armando Diaz decidiu adotar uma postura mais defensiva, engrossando as posições ao longo de toda a Frente Italiana. Sua estratégia foi bem sucedida pois quando os Austro-Húngaros atacaram, os italianos conseguiram resistir e conquistaram uma decisiva vitória na Batalha do Rio Piave, em junho de 1918. Ele permaneceu no Exército até 1924, sendo que ele serviu como Ministro da Guerra de 1922 até sua aposentadoria.
A 31 de Dezembro de 1919 foi agraciado com a Grã-Cruz da Ordem Militar de Avis e a 20 de Abril de 1921 foi agraciado com a Grã-Cruz da Ordem Militar da Torre e Espada, do Valor, Lealdade e Mérito de Portugal. Em 1921, ele recebeu o título de "Duque da Vitória" pelo rei Vítor Emanuel III da Itália.
Diaz faleceu na cidade de Roma, em 1928.